# Corsia wubungu
Corsia wubungu ist eine blattgrünlose Pflanzenart aus der Familie der Corsiaceae. 

## Merkmale
Wie alle Arten der Gattung hat auch Corsia wubungu die Photosynthese aufgegeben und bildet dementsprechend kein Chlorophyll mehr. Stattdessen lebt sie myko-heterotroph von einem Pilz.
Corsia wubungu ist eine ausdauernde Pflanze, die nur zur Blütezeit oberirdisch wächst. Aus dem Rhizom sprießt dann ein bis zu 20 Zentimeter langer, zylindrischer Stängel. Alle Teile der Pflanze sind hellpurpurn. Das Blattwerk ist 10 bis 12 Millimeter lang, spitz und fünfnervig. Die Tragblätter sind den Laubblättern gleich.
Die aufrechten Einzelblüten sind endständig und stehen an Blütenstielen, die 1 bis 2 Zentimeter lang sind. Von den sechs Blütenblättern (je drei Tepalen in zwei Blütenblattkreisen) sind fünf eiförmig-lanzettlich, zur Spitze hin gerundet bis stumpf, 8 bis 9 Millimeter lang, rund 1,5 Millimeter breit, dreinervig und glatt. 
Das oberste sechste Blütenblatt, das sogenannte Labellum, ist trapezförmig bis umgekehrt-eiförmig, an der Spitze abgerundet und stark vergrößert (8 bis 10 Millimeter lang und 4 bis 8 Millimeter breit), sein Ansatz ist herzförmig. Von der Mittelrippe gehen fünf Seitenrippen zu jeder Seite ab. Der Kallus ist breit herzförmig, von seinem Rand strahlen kurze, lamellenartige, nach außen hin undeutlicher werdende Kalli auf das Labellum aus. 
Am Ansatz ist das Labellum direkt mit dem rund 1 Millimeter langen Gynostemium verwachsen. Die freien Staubfäden sind 1 bis 1,5 Millimeter, die gelben Staubbeutel 1 Millimeter lang. Der Griffel ist zylindrisch und 1 bis 1,5 Millimeter lang. Der Fruchtknoten ist 9 bis 15 Millimeter lang, die Kapselfrucht rund 25 Millimeter.

## Verbreitungsgebiet
Corsia wubungu ist im nordöstlichen Teil Neuguineas im Torricelligebirge auf 1035 m Höhe beheimatet.

## Systematik
Corsia wubungu wurde 1972 von Pieter van Royen erstbeschrieben. Die Art ist mit Corsia cordata, Corsia crenata und Corsia cyclopensis nahe verwandt. Sie wird wie diese in der Sektion Sessilis platziert, da das Labellum direkt mit dem Gynostemium verwachsen ist. Das Artepitheton ist abgeleitet von wubungu, ihrem einheimischen Namen in der Wapi-Sprache.

## Nachweise
- Pieter van Royen: Sertulum Papuanum 17. Corsiaceae of New Guinea and surrounding areas. In: Webbia. 27: 223–255, 1972